# Horní Police

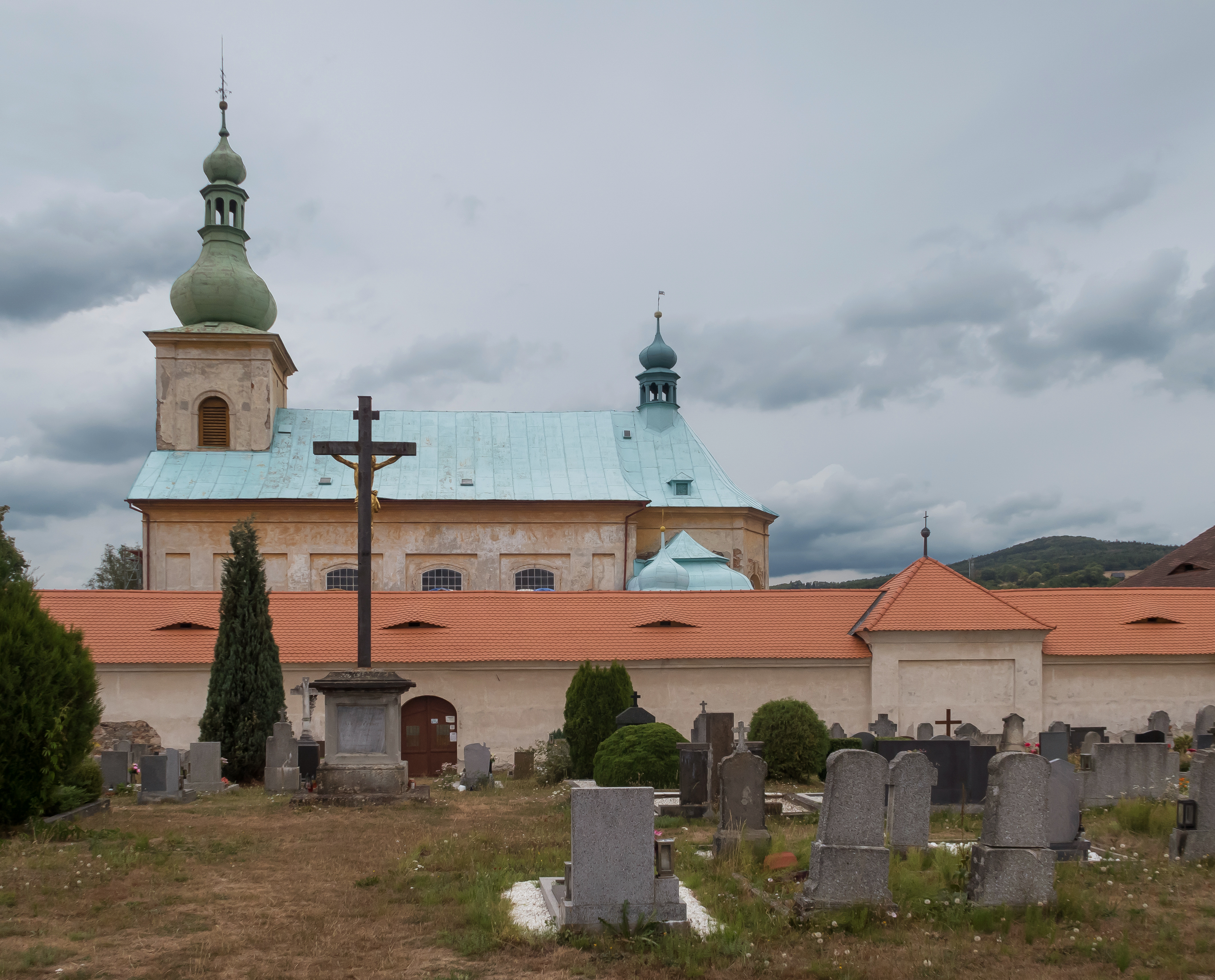
La iglesia: kostel Navštívení Panny Mari

Horní Police es una comuna (obec) y localidad del distrito de Česká Lípa en la región de Liberec, República Checa. 
Se encuentra ubicada al oeste de la región, a poca distancia al norte de Praga y cerca de la frontera con las regiones de Ústí nad Labem y Bohemia Central.

## Demografía
En el censo del año 2011, Horní Police contaba con 645 habitantes. Para el siguiente censo, en el año 2011, esta ascendió a 668. En el último censo, del año 2021, la población censada fue de 712 personas, siendo 366 hombres y 346 mujeres.